# Low Pathogenic Avian Influenza
Low Pathogenic Avian Influenza („gering pathogene aviäre Influenza“, Abkürzung LPAI) ist eine durch Influenza-Viren hervorgerufene, leichte Erkrankung des Geflügels. Von LPAI zu unterscheiden ist die häufig tödlich verlaufende Geflügelpest („Vogelgrippe“), die im internationalen Sprachgebrauch auch als HPAI (Highly Pathogenic Avian Influenza, „hoch pathogene aviäre Influenza“) bezeichnet wird.
LPAI-Viren sind bereits mehrfach – auch in Europa – zu einem HPAI-Virus mutiert. Während die EU-Gesetzgebung in Bezug auf den HPAI-Erreger Melde- und Kontrollvorschriften enthält, existiert in Bezug auf das LPAI-Virus derzeit nichts Vergleichbares. Mit LPAI-Viren infizierte Tiere gelten als zum Verzehr geeignet, da Krankheitsrisiken für den Menschen nicht bekannt sind. LPAI-Viren sind jedoch insofern potentiell gefährlich, als sie durch wenige Mutationen zu HPAI-Viren werden können. In der EU wird derzeit diskutiert, bestimmte Schutzvorschriften gegenüber HPAI-Viren auf LPAI-Viren auszudehnen.